# Pokuta (religia)
Pokuta – jedno z fundamentalnych pojęć w tradycji chrześcijańskiej, które odnosi się do praktyki wyrażania skruchy za popełnione grzechy oraz dążenia do poprawy życia duchowego i moralnego. Jest to akt mający na celu naprawienie relacji z Bogiem i bliźnimi po naruszeniu zasad moralnych i duchowych. Bywa rozumiana jako kara za grzechy oraz działanie narzucone przez innych (zwierzchników religijnych) lub wybrane dobrowolnie, mające zadośćuczynić Bogu lub ludziom wyrządzone zło (grzech).

## Etymologia
Słowo „pokuta” pochodzi z języka staropolskiego i ma korzenie w starosłowiańskim słowie „pokutъ”(1). Starosłowiańskie „pokutъ” jest złożone z prefiksu „po-” i rdzenia „kutъ”. „Po-” jest prefiksem oznaczającym przekroczenie, przemianę, zmianę, a „kutъ” pochodzi od słowa „kъtъ”, co oznacza „kąt”, „zakątek”. W tym kontekście, słowo „pokutъ” może być interpretowane jako „zmiana kierunku”, „odwrócenie się”, „nawrócenie”.

## Chrześcijaństwo

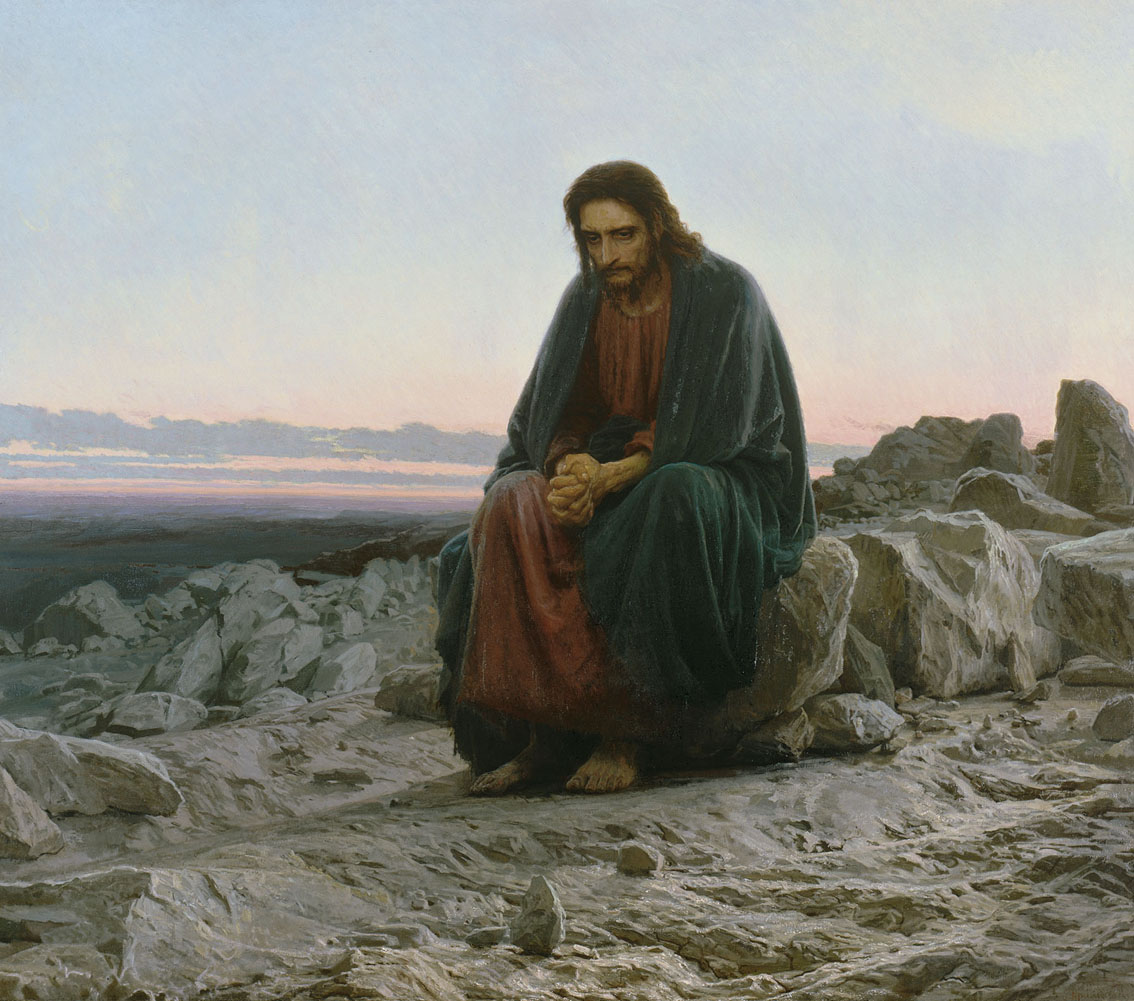
Iwan Kramskoj Chrystus na pustyni

### Katechizm Kościoła Katolickiego
Pokuta według Katechizmu Kościoła Katolickiego (KKK 1430-1433) to nie tylko zewnętrzne akty, ale przede wszystkim wewnętrzna przemiana serca i nawrócenie. Jest to dzieło łaski Bożej, które wymaga naszej odpowiedzi i zaangażowania w różne formy wyrażania skruchy i poprawy życia.

"Podobnie jak u Proroków, wezwanie Jezusa do nawrócenia i pokuty nie ma na celu najpierw czynów zewnętrznych, "wora pokutnego i popiołu", postów i umartwień, lecz nawrócenie serca, pokutę wewnętrzną. Bez niej czyny pokutne pozostają bezowocne i kłamliwe. Przeciwnie, nawrócenie wewnętrzne skłania do uzewnętrznienia tej postawy przez znaki widzialne, gesty i czyny pokutne" (KKK 1430)
"Pokuta wewnętrzna jest radykalną przemianą całego życia, powrotem, nawróceniem się do Boga całym sercem, zerwaniem z grzechem, odwróceniem się od zła z odrazą do popełnionych przez nas złych czynów. Pokuta wewnętrzna zawiera równocześnie pragnienie i postanowienie zmiany życia oraz nadzieję na miłosierdzie Boże i ufność w pomoc Jego łaski. Temu nawróceniu serca towarzyszy zbawienny ból i smutek, który Ojcowie Kościoła nazywali smutkiem duszy (animi cruciatus) i skruchą serca (compunctio cordis)" (KKK 1431)

{{Cytat}} Brakujące pola: autor.
W tradycji chrześcijańskiej opartej na Ewangelii pokuta przybiera następujące podstawowe formy:
- modlitwa,
- post,
- jałmużna.

Formy pokutne są ściśle związane z nawróceniem, wiarą w miłosierdzie Boga i pokorą, dlatego oderwane od tych kontekstów pozostają bez wartości jako akt religijny.
W wielu wyznaniach chrześcijańskich istnieją w kalendarzu cykliczne okresy pokuty (np. wielki post, suche dni) oraz praktyki pokutne mające na celu ułatwienie rozwoju duchowego i moralnego (np. pielgrzymka).
Niektóre wyznania chrześcijańskie (np. Kościół katolicki i Cerkiew prawosławna) mają również sakramentalną formę pokuty jako znak działania łaski Bożej.

### Pokuta w Biblii
W greckim oryginale Nowego Testamentu, za słowem „pokuta” najczęściej stoi greckie słowo „metanoia” (μετάνοια), które dosłownie oznacza „zmiana myślenia” lub „nawrócenie”. W kontekście biblijnym, metanoia jest często tłumaczona jako „nawrócenie” lub „pokuta”. Odnosi się do duchowego procesu, w którym człowiek uznaje swoje grzechy, żałuje za nie, i decyduje się na zmianę swojego życia, aby żyć w zgodzie z nauczaniami Chrystusa. To jest proces głębokiej wewnętrznej transformacji, która prowadzi do zmiany postaw i zachowań.
Jednym z przykładów jest Ewangelia Mateusza 3:2, gdzie Jan Chrzciciel mówi: „Pokutujcie, bo przybliżyło się królestwo niebieskie”. W greckim oryginale, fraza Pokutujcie to „metanoite”. Inny przykład to Dzieje Apostolskie 2:38, gdzie Piotr mówi do tłumu: „Pokutujcie i niech każdy z was ochrzci się w imię Jezusa Chrystusa na przebaczenie grzechów...”. W greckim oryginale, fraza „Poczujcie żal” to „metanoēsate”.
Za słowem pokuta może stać także greckie słowo „metamelomai” (μεταμέλομαι), które dosłownie oznacza „czuć żal” lub „żałować”. Na przykład w Mt 27,3 mamy: „Wtedy Judasz, który Go wydał, widząc, że został potępiony, pełen skruchy zwrócił trzydzieści srebrników arcykapłanom i starszym.” W greckim oryginale za słowem „pełen skruchy” stoi greckie słowo „metamelētheis”, od „metamelomai”. Oba terminy mają podobne, ale nieco różne znaczenia. „Metanoia” jest bardziej skupiona na głębokiej zmianie myślenia i nawróceniu, podczas gdy „metamelomai” skupia się bardziej na poczuciu żalu i skruchy.

#### Pokuta jako zadośćuczynienie
W Biblii są przykłady osób, które po popełnieniu grzechów podejmują konkretne działania w celu zadośćuczynienia. Te działania mogą być interpretowane jako forma odpokutowania za grzechy, ale są zazwyczaj skierowane na naprawę szkód spowodowanych przez grzech, a nie na karę jako taką. Na przykład w Ewangelii Łukasza (Łk 19:1-10), mamy historię o celniku Zacheuszu, który, po spotkaniu z Jezusem, postanawia zadośćuczynić za swoje grzechy, mówiąc: „Oto połowę mojego majątku, Panie, dam ubogim, a jeśli kogoś skrzywdziłem, zwrócę czterokrotnie.” Zacheusz tutaj nie tylko wyraża żal za swoje grzechy, ale również podejmuje konkretne działania, aby naprawić szkody, które wyrządził.

### Protestantyzm
Pokuta to osobiste nawrócenie, proces żałowania za grzechy i odwrócenia się od nich. Ta idea jest zgodna z nauczaniem Marcina Lutra, który w swoim Małym Katechizmie opisuje pokutę jako „prawdziwe poprawienie siebie, prawdziwe żałowanie grzechów, prawdziwe pragnienie uniknięcia grzechu”.
Pokuta to zrozumienie i uznawanie swojej winy wobec Boga i uznawanie Jezusa Chrystusa jako jedynego Zbawiciela, który przynosi przebaczenie grzechów. – W doktrynie protestanckiej, ta idea jest wyrażana w Księdze Wyznań Wiary z Westminster, która mówi, że „pokuta do zbawienia niezbędna jest dla każdego grzesznika, a dla nikogo poza nim nie ma odkupienia, a więc o nią powinien błagać każdy grzesznik”.

## Inne religie

### Islam
W islamie pokutę określa się słowem tawbah. Muzułmanie wierzą, że niezmiennie i wiecznie miłosierny Allah jest gotów odpuścić im każdy każdą winę i przywrócić ich życie do stanu bezgrzeszności, w którym przyszli na świat. 
Ale żeby tak się stało, trzeba czuć skruchę i żal za popełnione grzechy, natychmiast je porzucić, nie brnąć w nich, żałować za to, co było w przeszłości, postanowić, iż już nigdy się do niego nie powróci oraz naprawić szkody, które wyrządziło się innym, i zadośćuczynić.